# 小叶疣灯藓
小叶疣灯藓（学名：Trachycystis microphylla）为提灯藓科疣灯藓属下的一个种。其种加词microphylla，意为“小叶的”。